# دستور أستراليا

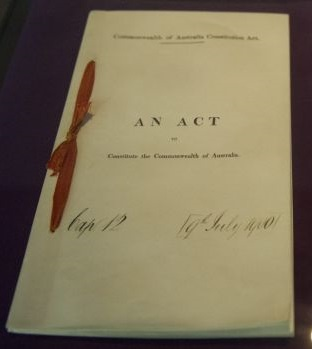
نسخة من قانون دستور كومنولث أستراليا 1900

دستور أستراليا أو الدستور الأسترالي هو القانون الأعلى الذي تعمل وفقه حكومة الكومنولث في أستراليا، بما فيه علاقتها بولايات أستراليا. يتألّف الدستور من عدة وثائق. الوثيقة الأهم هي دستور كومنولث أستراليا، التي سيُشار إليها بـ«الدستور» في بقية هذا المقال. اعتُمِد الدستور في سلسلة استفتاءات أجراها شعب الولايات الأسترالية بين عامي 1898-1900، وأُقِرّت المسودّة المعتمدة كفقرة لقانون دستور كومنولث أستراليا الصادر عن برلمان المملكة المتحدة.   
مُنِح قانون دستور كومنولث أستراليا 1900 المصادقة الملكية في 9 يوليو 1900، وأُعلِن في 17 سبتمبر 1900، وبات ساري المفعول في 1 يناير 1901. على الرغم من أن الدستور كان ساري المفعول من خلال قانون صادر عن برلمان المملكة المتحدة، ألغى قانون أستراليا 1986 صلاحيات برلمان المملكة المتحدة في تغيير الدستور الساري المفعول في أستراليا، وبات تعديل الدستور الآن ممكنًا فقط بالتوافق مع إجراءات الاستفتاء المنصوص عليها في الفقرة 128.
لنصوص تشريعية أخرى أهمية دستورية على أستراليا. مثل قانون ويستمنستر، الذي تبنّاه الكومنولث في قانون تبنّي تشريع ويستمنستر 1942 (مع مفعول رجعي من العام 1939)، وقانون أستراليا 1986، الذي أُقرّ بصيغ متماثلة من قبل برلمان المملكة المتحدة وبرلمان أستراليا الفدرالي (مستخدمًا صلاحيات تشريعية مُنِحت عبر قوانين سنّتها برلمانات كل ولاية). يُعدّ قانون تبني تشريع ويستمنستر عادةً النقطة التي صارت عندها أستراليا بحكم القانون أمة مستقلة، في حين قطع قانون أستراليا الروابط الدستورية المتبقية بين أستراليا والمملكة المتحدة لغايات عملية. على الرغم من بقاء ملك المملكة المتحدة ملكًا على أستراليا أيضًا، فإن هذا الشخص اليوم -وهو الملكة إليزابيث الثانية- يعد ملكًا لكل دولة بصفةٍ منفصلة.
تقع سلطة تفسير الدستور حصرًا بين يدي المحاكم الفدرالية: بين يدي المحكمة الفدرالية الأسترالية، وأخيرًا، المحكمة الأسترالية العليا.

## تاريخ
بدأ تاريخ دستور أستراليا مع خطوات تجاه الاتحاد الفيدرالي في القرن التاسع عشر، التي توِّجت باتحاد مستعمرات أستراليا لتشكل كومنولث أستراليا عام 1901. إلا أن الدستور استمر في تطوره منذ ذلك الحين، إذ كان لقانونين على وجه التحديد أثرٌ كبيرٌ على الحالة الدستورية للأمة.

### اتحاد فيدرالي
في أواسط القرن التاسع عشر، أفضت الرغبة بتسهيل التعاون حول مصالح مشتركة، خصيصًا في ما يتعلق بالرسوم الجمركية ما بين المستعمرات، إلى اقتراحات لاتحاد المستعمرات البريطانية المنفصلة في أستراليا في اتحاد فيدرالي واحد. إلا أن قوة الدفع كانت تأتي أغلب الأحيان من بريطانيا، إذ كان الدعم المحلي باهتًا. كانت المستعمرات الأصغر تخشى هيمنة المستعمرات الأكبر: اختلفت نيو ساوث ويلز وولاية فيكتوريا على أيديولوجيا سياسة الحماية، إضافة إلى أن الحرب الأهلية الأمريكية التي استجدت في ذلك الوقت أعاقت قضية الفدرالية. أدّت هذه الصعوبات إلى فشل عدة محاولات لقيام اتحاد فيدرالي في خسمينيات القرن التاسع عشر وستينياته.
بحلول ثمانينيات القرن التاسع عشر، خلق الخوف من الوجود المتنامي للألمان والفرنسيين في المحيط الهادئ -مترافقًا مع تنامي الهوية الأسترالية- الفرصةَ لتأسيس أول هيئة ما بين المستعمرات، المجلس الفيدرالي لأسترالاسيا، عام 1889. بإمكان المجلس الفيدرالي سن التشريعات حول مسائل معينة، لكنه لم يكن يمتلك سكرتاريا دائمة ولا سلطة تنفيذية ولا مصدر عائداتٍ مستقل. وقلّل غياب نيو ساوث ويلز (المستعمرة الأكبر) من قيمة المجلس التمثيلية.
كان لهنري باركس -رئيس حكومة نيو ساوث ويلز- دور فعال في الدفع نحو سلسلة من المؤتمرات في تسعينيات القرن التاسع عشر لمناقشة الفدرالية، مؤتمر في ملبورن عام 1890، وآخر (المؤتمر الوطني الأسترالاسي) في سيدني عام 1891، بحضور قادة المستعمرات. في مؤتمر عام 1891، شهدت قضية الفيدرالية زخمًا كبيرًا، واتجهت المناقشات نحو نظام حكومة ملائم لدولة فدرالية. تحت توجيهات السير سامويل جريفيث، صيغت مسودة دستورية. إلا أن هذه الاجتماعات افتقرت للدعم الشعبي. علاوةً على ذلك، تجنّبت المسودة الدستورية بعض القضايا الهامة، مثل سياسة التعريفة الجمركية. قُدِّمت مسودة عام 1891 إلى برلمانات المستعمرات لكنها سقطت في نيو ساوث ويلز، الأمر الذي باتت المستعمرات الأخرى بعده غير راغبة بالمتابعة.
في عام 1895، اتّفق رؤساء حكومات المستعمرات الأسترالية الست على تأسيس مؤتمر جديد من خلال التصويت الشعبي. اجتمع المؤتمر على مدار عام منذ 1897 حتى 1898. أصدرت الاجتماعات مسودة جديدة احتوت من ناحية الجوهر على ذات المبادئ المتعلقة بالحكومة كما في مسودة عام 1891، غير أنها احتوت على بنود إضافية لحكومة مسؤولة. لضمان الدعم الشعبي، قُدِّمت المسودة إلى الناخبين في كل مستعمرة. بعد محاولة فاشلة، قُدِّمت مسودة معدّلة إلى الناخبين في كل مستعمرة باستثناء أستراليا الغربية. بعد موافقة خمس مستعمرات، قُدّم مشروع القانون إلى برلمان المملكة المتحدة مع خطاب يطالب الملكة فيكتوريا بإقرار مشروع القانون.
غير أنه قبل تمرير مشروع القانون، أجرت الحكومة الإمبراطورية تعديلًا أخيرًا، بناء على ضغط رؤساء قضاة المستعمرات، بأنه لا يمكن أن يُحصَر بالبرلمان حق الاستئناف من المحكمة العليا إلى مجلس الملكة الخاص حول مسائل دستورية تتعلق بالحد من صلاحيات الكومنولث أو الولايات. في النهاية، مُرِّر قانون دستور كومنولث أستراليا من قبل البرلمان البريطاني عام 1900. وافقت أستراليا الغربية على الانضمام إلى الكومنولث في الوقت المناسب لأن تصبح عضوًا أصيلًا من كومنولث أستراليا، الذي أُسِّس رسميًا في 1 يناير 1901.
في عام 1988، أُعيرت النسخة الأصلية من قانون دستور كومنولث أستراليا 1900 من مكتب السجلات الحكومية في لندن إلى أستراليا في الذكرى المئوية الثانية لأستراليا. طلبت الحكومة الأسترالية إذنًا للاحتفاظ بالنسخة، وافق البرلمان البريطاني بتمرير قانون دستور أستراليا 1900 (نسخة السجل الحكومي) وأُعطيت النسخة إلى الأرشيف الوطني الأسترالي.

### قوانين تشريع ويستمنستر وأستراليا
على الرغم من أن الاتحاد الفدرالي يُعدّ عادة كلحظة «استقلال» لأستراليا عن بريطانيا، كان الكومنولث من الناحية القانونية صنيعة البرلمان البريطاني، من خلال قانون دستور كومنولث أستراليا 1900 (آي إم بي)، الذي طُبِّق على أستراليا عبر مبدأ باراماونت فورس. نتيجة لذلك، بالنظر إلى أن أستراليا كانت ما تزال من الناحية القانونية مستعمرة محكومة ذاتيًا تابعة للمملكة المتحدة، استمر انعدام اليقين حول قابلية تطبيق قوانين الإمبراطورية البريطانية على الكومنولث. حُلّ هذا الأمر عن طريق تشريع ويستمنستر 1931 الذي تبناه الكومنولث عبر قانون تبني تشريع ويستمنستر 1942. حرّر تشريع ويستمنستر دول الدومينيون، بما فيها الكومنولث، من القيود الإمبراطورية وأزال تقريبًا كل سلطة البرلمان البريطاني التشريعية المتبقية على تلك الدول. يجعل قانون التبني هذا تبني أستراليا لتشريع ويستمنستر ذا مفعول رجعي إلى عام 1939، مع دخول أستراليا الحرب العالمية الثانية. من الناحية القانونية، يُعدّ هذا عادةً اللحظة التي صارت فيها أستراليا أمة ذات سيادة شرعية.
إلا أنه بسبب استثناءات محددة في تشريع ويستمنستر، بقي القانون الإمبراطوري السلطة العليا في الولايات الأسترالية. تغير هذا الأمر عبر قانون أستراليا 1986، الذي مُرِّر من ناحية الجوهر بالصيغة ذاتها من قبل برلمان الكومنولث والبرلمان البريطاني، بناء على طلب كل دولة. إضافة إلى إنهاء صلاحيات البرلمان البريطاني التشريعية على الولايات الأسترالية، قطع قانون أستراليا عن المحاكم الأسترالية سبل الاستئناف الأخيرة إلى اللجنة القضائية لمجلس الملكة. وفي إشارة إلى أهمية هذا التشريع، سافرت الملكة إليزابيث الثانية إلى أستراليا لتوقع بنفسها على إعلان القانون.
في ما يتعلق بالدستور، فإن انعكاسات هذين القانونين هي أن الدستور المعمول به في أستراليا بات منفصلًا الآن عن نص القانون الأصلي. في حين لن يؤثر تعديل البرلمان البريطاني للقانون الإمبراطوري أو إلغاؤه على أستراليا. بدلًا عن ذلك، يمكن فقط تعديل الدستور المعمول به في أستراليا بعد استفتاءات تُذكَر آلياتها في الدستور. في المقابل، لن يؤثر أي تعديل للدستور في أستراليا يعتمِد آليات الاستفتاء على نص القانون الإمبراطوري المعمول به في المملكة المتحدة.